# Arile

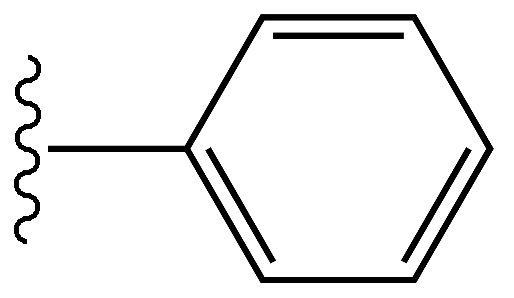
Formula di struttura del fenile, gruppo arilico derivante dal benzene.

Un arile (o gruppo arilico) propriamente detto è un gruppo funzionale monovalente che deriva da un idrocarburo aromatico (arene) privato un atomo di idrogeno direttamente legato all'anello aromatico. Il termine «arile» deriva dall'unione di «ar(omatico)» e «-ile», il suffisso generico per i  gruppi funzionali o i sostituenti.
Il simbolo del gruppo arilico è Ar, da non confondere con il simbolo dell'argon (che di norma non entra nelle rappresentazioni di molecole organiche).
Nella definizione di arile vengono a volte assimilati anche i gruppi derivanti, alla stessa maniera, da composti aromatici eterociclici (eteroareni), che nel caso specifico prendono il nome di eteroarili. Mentre quando si parla in generale di arili, in essi possono essere compresi gli eteroarili, quando invece si parla di eteroarili non sono compresi gli arili.

## Primi arili ed etimologie
Il più semplice degli arili è quello che deriva dal più semplice e noto degli idrocarburi aromatici, cioè il benzene, ed è il fenile (C6H5–), il cui simbolo è Ph (o anche φ, Φ) che però derivano tutti da 'phene', l'altro nome del benzene che era diffuso nell'Ottocento, e presente anche in fenolo, tiofene, selenofene, fenilio, fenonio, ed altro. Il termine phene venne coniato dal chimico francese Auguste Laurent dal verbo greco φαίνω (phàino), illumino, dato che nell'olio illuminante sono presenti prevalentemente gli idrocarburi aromatici e che le loro fiamme sono luminose, mediamente più di quelle del metano o degli idrocarburi alifatici in genere.
Dal termine 'benzene' deriva il benzile (Bn, C6H5-CH2–), che però non è un arile, non essendo l'idrogeno rimosso quello dell'anello benzenico. Dal metilbenzene, o toluene, derivano i tre tolili (o-Tol, m-Tol, p-Tol, CH3-C6H4–), che hanno la stessa composizione del benzile (C7H7), sono invece propriamente arili. Similmente, dai tre dimetilbenzeni isomeri, gli xileni (o-, m-, p-) derivano gli xilili; dall'1,3,5-trimetilbenzene (mesitilene) deriva il mesitile. Altri gruppi arilici di rilievo sono i naftili (α- e β-naftile, dal naftalene).
I gruppi arilici ed eteroarilici a volte possono essere rappresentati genericamente nelle formule di struttura e negli schemi di reazione con il simbolo Ar.

## Sostituzione con arili

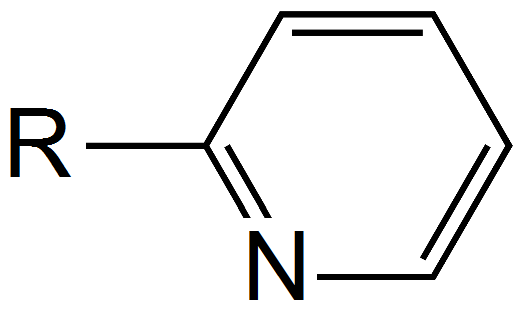
2-piridile, eteroarile della piridina, legato gruppo generico R.

Molecola di fenobarbital
Il gruppo fenilico influisce positivamente sulla lipofilia e sull'attività farmacologica della molecola.

Il gruppo arilico viene tendenzialmente inteso come  gruppo funzionale sostituente legato ad una seconda struttura molecolare generalmente indicata come R.
Per l'addizione di un arile vengono in genere sfruttati i meccanismi della sostituzione nucleofila aromatica o della sostituzione elettrofila aromatica, a seconda del caso in cui R si comporti rispettivamente da nucleofilo o da elettrofilo.
I sostituenti arilici sono un importante oggetto di studio della chimica farmaceutica, in quanto tali gruppi conferiscono alle molecole farmacologicamente attive proprietà ben definite che ne influenzano sensibilmente la farmacodinamica e la farmacocinetica.